# Bearspaw
Bearspaw és una banda índia de la Primera Nació Nakoda d'Alberta. Es va formar el 1877 i el seu nom prové de la traducció a l'anglès del seu etnònim, Ozîja Thiha (potes d'ossos). En 2011 tenia 1.650 membres i la seu de la banda era a Morley (Alberta).
El novembre de 2010 va sorgir una controvèrsia quan el cap de la banda, David Bearspaw, va cancel·lar les properes eleccions i va allargar el seu mandat dos anys més, el que va provocar un bloqueig de protesta de la reserva índia Eden Valley 216 pels altres membres de la banda. Un jutge va ordenar que les eleccions seguissin endavant, i el titular va ser derrotat per Darcy Dixon.